# Griefer
Ein Griefer (aus dem Englischen entlehnter Begriff, zu deutsch „Spielverderber“) beeinträchtigt in einem Mehrspieler-Computerspiel das Spielerlebnis anderer Spieler, ohne dabei gegen geltende Regeln zu verstoßen. In Onlinerollenspielen beispielsweise erschweren Griefer das Sammeln von Erfahrungspunkten oder ziehen hochstufige Gegner in Gebiete für niedrigstufige Spielcharaktere. Im Sandbox-Spiel Minecraft werden dagegen Spielgegenstände entwendet oder Bauwerke zerstört. Von einem Servergrief spricht man, wenn der Griefer die Funktion des Spieleservers beeinträchtigt. Ob und wie derartig spielbehindernde Verhaltensweisen geahndet werden, hängt vom jeweiligen Spielebetreiber ab.

## Beispiele
- Beim Servergrief versucht der Spieler, den Server absichtlich durch Spielhandlungen zu überlasten oder zum Absturz zu bringen.
- Blockieren von Türen oder Wegen für Teamkameraden.
- Blendgranaten absichtlich so werfen, dass Teamkameraden z. B. direkt nach dem Spawnen oder beim Aufeinandertreffen mit Gegnern geblendet werden.
- Das Spammen von Chats, insbesondere Sprachchats, um den Spielablauf zu behindern.
- Entgegen der Fahrtrichtung in rundenbasierten Mehrspieler-Rennspielen fahren, meistens mit der Absicht, den aktuell Führenden oder andere in einen Unfall zu verwickeln.
- Absichtliches Friendly Fire, um die Leistungsfähigkeit des/der Teamkameraden zu senken; absichtliches Blockieren von Schüssen oder Blockieren der Sicht von Teamkameraden, z. B. indem sich davor gestellt wird.
- Das absichtliche Töten von questrelevanten NPCs innerhalb einer Teamquest oder einer Quest eines anderen Spielers.